# Фрифлай
Фрифлай (англ. FreeFly, FF) — одно из направлений парашютизма, когда свободное падение осуществляется на более высоких скоростях в позах, отличных от классической. Относится к артистическим командным видам парашютного спорта, где участвуют два и или более спортсмена-перформера и оператор. От остальных видов парашютного спорта фрифлай отличает вертикальное положение тела в потоке воздуха в большинстве упражнений, а также высокая скорость свободного падения, достигающая 250—270 км/ч.

## История возникновения
Своим появлением фрифлай обязан Олаву Зипсеру — парашютисту-новатору, который в 1986-м году, сразу после окончания курса AFF начал экспериментировать с нетрадиционными способами полета во время свободного падения. В 1992 году Зипсер основал FreeFly Clowns с несколькими парашютистами. FreeFly Clowns также приписывают открытие первой школы обучения фрифлаю. Также Олав Зипсер стал использовать специальный утяжелённый мяч как ориентир, позволяющий спортсменам лететь с определённой скоростью.
В ноябре 2000 года в Елое (Аризона, США) прошли первые соревнования в дисциплине фрифлай. Первый чемпионат мира состоялся в Гранаде (Испания) во время вторых World Air Games в июне 2001 года.

## Виды фрифлай-прыжков
- Одиночный прыжок. Необходим для отработки различных элементов прыжка, особенно на этапе обучения;
- Командный фрифлай. Прыжок 2-х спортсменов, выполняющих различные фигуры, и воздушного оператора. Включает в себя выполнение обязательной и произвольной программ;
- Биг Вэй. Групповой прыжок 4-х и более человек, которые собирают определённую фигуру в свободном падении в позах HeadDown или (и) HeadUp;
- 3D-формация. Групповой прыжок, состоящий из парашютистов, падающих в «классической» позе, и из парашютистов, падающих в позах HeadDown или (и) HeadUp;

## Технические термины
- Поза HeadUp — вертикальное положение тела, голова вверх. Сюда также относятся позы SitFly — положение тела «сидя», и StandFly — положение тела «стоя»;
- Поза HeadDown — вертикальное положение тела, голова вниз;
- BackFly — полёт спиной вниз;
- Коркинг — вертикальное перемещение относительно партнёра или группы;
- Зуминг — горизонтальное перемещение относительно партнёра или группы;
- Трекинг — горизонтальное перемещение группы парашютистов в одну сторону, в положении на животе или (и) на спине;
- Флокинг — такое же перемещение, но в положении HeadDown, под углом 45˚ к горизонту.

## Правила безопасности
Из-за того, что скорости во время фрифлай-прыжков очень высокие, данная дисциплина одна из самых опасных в парашютизме. Во время прыжка на фрифлай необходимо особо тщательно контролировать движения по изменению положения тела. Каждое движение в прыжке приводит к изменению скорости и направления движения.
Фрифлай подразумевает взаимодействие воздушного оператора и команды. Время выступления команды отсчитывается с момента отделения от самолёта и длится 45 секунд. Оценивается качество выполнения заданных и произвольных элементов, зрелищность, а также знание специфических правил безопасности при прыжках на фрифлай.
Обучение фрифлаю всегда происходит под руководством опытного инструктора. Для допуска к прыжкам на фрифлай необходимо пройти обязательную базовую подготовку (ОБП).

## Цели и задачи ОБП
В начале ОБП позволяет осуществлять прыжки на фрифлай в группе из двух человек. Затем, при наличии прогресса — в группах с большим числом участников, в зависимости от уровня подготовки и опыта участников. Ни один спортсмен не допускается к групповым прыжкам на фрифлай без прохождения ОБП или аналогичного курса. Чтобы соответствовать критериям оценки ОБП, необходимо продемонстрировать следующее:
- Поза «Head Up» — без труда удерживать равновесие. Вращения во всех плоскостях. Контроль уровня и удаления.
- Поза «Head Down» — удержание вертикального положения (неограниченное время).
- Выполнение всех требований безопасности. Визуальный контроль. Правильные действия при потере позы.
- Разбежка и трекинг — отслеживание высоты и начало разбежки. Переход к прогрессивному эффективному трекингу. Выбор верного направления трекинга относительно других участников группы и «бочка» для визуального контроля ситуации.
- Знание специфических «Правил Безопасности во фрифлае».[1]

## Обучение на тренажёре
Благодаря появлению аэротруб, обучаться фрифлаю стало гораздо проще. Свободное падение при фрифлай-прыжке длится около 45-55 секунд, в течение которых надо успеть усвоить материал. Минимальное же время полёта в аэротрубе — 2 минуты. Полётная камера аэротрубы вмещает в себя до восьми человек, что позволяет изучить больше комбинаций движений, а также научиться двигаться на минимальных расстояниях друг от друга.

## Фрифлай как развлечение
Задача — превратить прыжок в зрелищное шоу. Практикуется также использование во время прыжка различных предметов — скайболов и труб. Скайбол (skyball) — чаще всего теннисный мяч, набитый дробью, с привязанной ленточкой. Падает с той же скоростью, что и фрифлаеры, что позволяет перекидывать его между собой. Труба — плотная ткань, сшитая в полую трубу, к низу которой приделывается ручка, чтобы держать её вертикально в потоке.

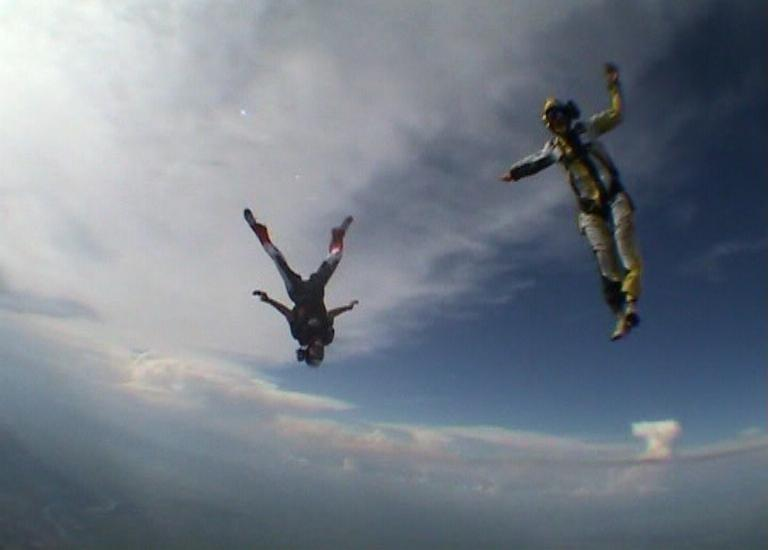
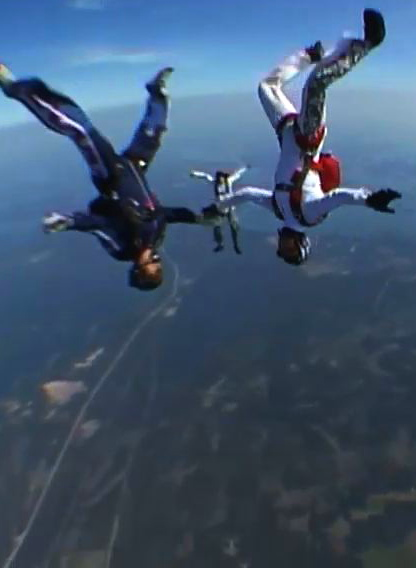